# Revolver (film)
Revolver – film produkcji amerykańsko-francusko-brytyjskiej z 2005 roku, w reżyserii Guya Ritchiego.

## Fabuła
Film opowiada o gangsterskim półświatku Las Vegas, w którym swoje porachunki próbuje załatwić Jake Green (Jason Statham) – hazardzista o niebywałym szczęściu i umiejętnościach zarazem. Na jego drodze staje jednak Dorothy Macha (Ray Liotta) – właściciel kasyna oraz przywódca lokalnej mafii. 

## Obsada
- Jason Statham – Jake Green[1]
- Ray Liotta – Macha[1]
- André Benjamin – Avi
- Vincent Pastore – Zach
- Vincent Riotta – Benny
- Anjela Lauren Smith – Doreen
- Andrew Howard – Billy
- Mem Ferda – Zbir Machy
- Francesca Annis – Lily Walker
- Evie Garratt - starsza pani z psem
- Togo Igawa – Fred
- Mercedes Grower – Sara, żona Billy’ego
- Derek Mak – ochroniarz Lorda Johna
- Ricky Grover – Hamish
- Serge Soric – Rade
- Ian Puleston-Davies – Eddie
- Terence Maynard – French Paul
- Stephen Walters – przyjaciel Greena
- Tom Wu – Lord John
- Mark Strong – Sorter